# Konrad Rebholz

Konrad Rebholz senior (2017)

Konrad Rebholz (* 28. Mai 1933 in Augsburg; † 20. Oktober 2020 ebenda) war ein deutscher Unternehmer und Inhaber zahlreicher Ehrenämter in Augsburg und Schwaben.

## Leben
Rebholz begann 1948 eine Lehre zum Elektroinstallateur, 1960 absolvierte Rebholz die Meisterprüfung. Im Jahr 1954 erfolgte die Hochzeit mit Hedwig Rebholz. Am 1. Juli 1961 gründete er die Firma Elektro Rebholz in Augsburg.
1995 wurde der Betrieb in eine GmbH umgewandelt, die er zusammen mit seinem Sohn Konrad Rebholz jr. (* 1966) als Geschäftsführer leitete. Heute hat das Unternehmen mehr als 20 Mitarbeiter. 1996 erhielt Rebholz das deutsche Bundesverdienstkreuz am Bande. Am 29. Juli 2010 wurde ihm der Bayerische Verdienstorden verliehen.
Bei den 2-jährlich stattfindenden Augsburger Bürgerfesten, die er für das Handwerk mitorganisierte, zeigte er im historischen Gewand alte Handwerkskunst.

### Privates
Konrad Rebholz lebte bis zu seinem Tod zusammen mit seiner Frau Hedwig im Augsburger Stadtteil Firnhaberau. Auf dem Augsburger Nordfriedhof fand er seine letzte Ruhestätte.

## Wirken
Rebholz war über 40 Jahre lang landes- und bundesweit in vielen berufsständischen Gremien aktiv. In erster Linie für das Elektrohandwerk, aber auch für das Handwerk allgemein brachte er sich ein. Dabei bekleidete er bis zu 27 Ehrenämter gleichzeitig.
Von 1990 bis 2010 war Rebholz Kreishandwerksmeister der Kreishandwerkerschaft Augsburg, der zweitgrößten Kreishandwerkerschaft in Bayern. Anschließend wurde er zum Ehrenkreishandwerksmeister ernannt. Von 1986 bis 2006 war er Obermeister der Innung für Elektro- und Informationstechnik Augsburg, nach seinem Ausscheiden wurde er zum Ehrenobermeister ernannt.
Als Vorsitzender des Arbeitskreises Aufgabenerstellung und Lehrplan des Landesinnungsverbands für das Bayerische Elektrohandwerk (LIV) setzte er sich maßgeblich für die einheitliche Meisterprüfung im Bayerischen Elektrohandwerk ein. Dies führte zu einer heute noch geltenden einheitlichen Meisterprüfung im Elektrohandwerk und gilt als bundesweites Vorbild.
Ende der 80er-Jahre bis Anfang der 2000er-Jahre, war er als stellvertretender Bundesfachgruppenleiter Elektroinstallation (und weiterer Funktionen) im Deutschen Zentralverband der Elektrohandwerke, ZVEH, ehrenamtlich tätig und engagiert. Er befasste sich mit der Anpassung der verschiedenen Berufsbilder aller Elektroberufe für die Zukunft, der Zusammenarbeit mit den Landesverbänden der neuen Bundesländer, und verschrieb sich federführend für die deutschlandweite Niveauangleichung und mögliche Vereinheitlichung der Meisterprüfung im Elektrohandwerk.
Rebholz war seit 1997 Vorsitzender des Vereins zur Wiederherstellung des Goldenen Saales im Augsburger Rathaus und machte sich sehr um die Sammlung von Spendengeldern verdient. In seiner Zeit wurde der Ausbau des südwestlichen Fürstenzimmers vorangetrieben. Bis zum Jahr 2010 wurden Schnitzereien an der Decke und an den Wandvertäfelungen sowie der Herrscherbüste erneuert. Außerdem wurde die indirekte Beleuchtung des ganzen Saales erneuert. Den Vorsitz gab er im Alter von 85 Jahren an seinen Sohn ab.

## Ehrungen
- 1994: Goldener Meisterbrief der Handwerkskammer für Schwaben
- 1994: Geehrt mit der Medaille „Für Augsburg“[11]
- 1996: Bundesverdienstkreuz am Bande
- 1998: Ehrenurkunde ZVEH (Zentralverband des Deutschen Elektrohandwerks)
- 1999: Ehrenring des Bayerischen Elektrohandwerks (die höchste Auszeichnung des Bayerischen Elektrohandwerks)
- 2000: Verleihung des Silbernen Ehrenzeichens des Zentralverbands der Deutschen Elektrohandwerke ZVEH
- 2001: Goldene Ehrennadel des schwäbischen Handwerks (die höchste Auszeichnung des Schwäbischen Handwerks)
- 2010: Bayerischer Verdienstorden

## Ehrenämter & Mitgliedschaften
- 1984–2005: Vorstandsmitglied beim Landesinnungsverband für das Bayerische Elektrohandwerk (LIV)
- 1989–1999: Landesfachgruppenleiter Elektroinstallation beim LIV
- 1989–1999: Vollversammlungsmitglied der Handwerkskammer für Schwaben
- 1994–1999: Vorstandsmitglied der Handwerkskammer für Schwaben
- 1995–2005: Vorstandsmitglied des Vereins Augsburger Reichstage e.V.
- 1997–2018: Vorsitzender des Vereins zur historischen Wiederherstellung des Goldenen Saales im Augsburger Rathaus e.V.
- 1990–2010: Kreishandwerksmeister (24 Jahre Vorstandsmitglied Kreishandwerkerschaft)
- Seit 2010: Ehrenkreishandwerksmeister
- 1986–2006: Obermeister der Elektro-Innung Augsburg (42 Jahre Vorstandsmitglied)
- Seit 2006: Ehrenobermeister
- 30 Jahre Mitglied und Vorsitzender des Meisterprüfungsausschusses für das Elektrohandwerk der Handwerkskammer für Schwaben
- Vorsitzender des Arbeitskreises Aufgabenerstellung und Lehrplan für die Zwischen- und Gesellenprüfung im Bayerischen Elektrohandwerk.
- Stellv. Vorsitzender der Bundesfachgruppe Elektroinstallation im ZVEH (Zentralverband des Deutschen Elektrohandwerks)
- 1988–2006: Stv. Vorsitzender der Energiegemeinschaft der Lechwerke eG
- 1988–2006: Stv. Vorsitzender der Energiegemeinschaft der Stadtwerke Augsburg eG